# Hariton Pașovschi
Hariton Pașovschi (ur. 6 kwietnia 1935 w Krajowie, zm. w 2009) – rumuński bobsleista, reprezentant kraju, uczestnik Zimowych Igrzysk Olimpijskich 1964.
Podczas igrzysk olimpijskich w Innsbrucku wziął udział w dwóch bobslejowych konkurencjach. W dwójkach, w których wystartował z pilotem Ionem Panțuru, zajął trzynaste miejsce wśród dziewiętnastu sklasyfikowanych zespołów. W czwórkach, w których poza nim i Panțuru wystąpili również Gheorghe Maftei i Constantin Cotacu, zespół rumuński zajął piętnaste miejsce na siedemnaście sklasyfikowanych drużyn.